# 1010-ті
Початок Високого Середньовіччя •  Епоха вікінгів •  Золота доба ісламу •  Реконкіста  •  Київська Русь

## Події
- 1015 помер київський великий князь Володимир Великий, після чого розпочалася боротьба за престол   між його синами. Спочатку Київ захопив Святополк, який правив у Вишгороді. В історію він увійшов як Святополк Окаянний, оскільки йому приписується вбивство інших братів: Бориса, Гліба та Святослава. Проти Святополка  із Новгорода за підтримки варягів вирушив Ярослав. Святополк утік з Києва до свого тестя польського короля Болеслава Хороброго, і 1018 року повернув собі Київ за підтримки поляків і печенігів. Однак 1019 року після відходу поляків Ярослав захопив Київ. Святополк утік і загинув.

- У Києві почалося будівництво Софіївського собору й було укладено першу редакцію «Руської правди».

- Після тривалої війни зі Священною Римською імперією польський король Болеслав Хоробрий та німецький імператор Генріх II підписали Будишинський мир, за яким Польща зберігала Лужицю й Моравію, а імперія — Майсен.

- Візантія на чолі з Василієм II Болгаробійцею 1018 року повністю захопила Болгарію, поклавши край існуванню Першого болгарського царства.

- Дани повністю підкорили Англію. Спочатку англійський трон захопив Свен Вилобородий, а потім його син Канут Великий.

- Мел із Барі розпочав війну проти візантійських володінь на півдні Італії. Він запросив на допомогу норманських найманців, що згодом призвело до захоплення ними південної частини півострова.

- У Кордовському халіфаті тривали міжусобиці.

- Махмуд Газневі здійснив успішний похід в Індію, захопив Каннаудж. 1017 року він захопив також Хорезм у Середній Азії.

- Аббасидський халіф аль-Кадір проголосив ханбалітський мазхаб офіційним і засудив інші доктрини в ісламі. Заборонено інтерпретувати Коран. Почався наступ на плюралізм в ісламі.

- Фатімідський халіф Аль-Хакім проводив у своїх володіннях репресії проти християн та євреїв.

- Відбулася третя війна між киданями держави Ляо та Корьо.